# Louis Leroy
Louis Leroy (Parigi, 11 luglio 1812 – Parigi, 30 luglio 1885) è stato un giornalista, drammaturgo e pittore francese, noto soprattutto per aver coniato il termine "impressionismo" al fine di deridere i pittori appartenenti a questo movimento artistico.

## Carriera
Giornalista e critico d'arte, collaborò per trent'anni al Journal Amusing, al Charivari e al Le Gaulois". Allo stesso tempo, scrisse brani giocosi e popolari, come Le Chemin retrouvé e Le Hashisc; collaborò anche con il drammaturgo Eugène Labiche alla realizzazione di Il est de la police e Brûlons Voltaire!. Dipinse anche paesaggi e realizzò numerose incisioni per illustrare i suoi articoli. Tra il 1835 e il 1861 espose regolarmente al Salon di Parigi.
Louis Leroy fu l'ideatore del termine "impressionismo", che usò in un articolo pubblicato su Le Charivari, il 25 aprile 1874, in cui si dimostrò molto critico nei confronti del dipinto Impression, soleil levant di Claude Monet, esposto nello stesso anno: “Impressione ne ero certo. Mi stavo solo dicendo che, dal momento che ero impressionato, doveva esserci una certa impressione in esso - e che libertà, che facilità di lavorazione! Un disegno preliminare per un modello di carta da parati è più rifinito di questo paesaggio marino".
La mostra si era tenuta nello studio del fotografo Nadar e era organizzata dalla Société anonyme des peintres, sculpteurs et graveurs (Società anonima di pittori, scultori e incisori), composta da Camille Pissarro, Claude Monet, Alfred Sisley, Edgar Degas, Pierre-Auguste Renoir, Paul Cézanne, Armand Guillaumin e Berthe Morisot.
Il termine è stato successivamente adottato dagli stessi artisti ed è ormai diventato il nome di uno dei movimenti artistici più influenti della storia.